# Vaughan Coveny
Vaughan Coveny   (Wellington, 13 de desembre de 1971) és un exfutbolista neozelandès de la dècada de 1990.
Fou internacional amb la selecció de futbol de Nova Zelanda.
Pel que fa a clubs, destacà a Melbourne Knights, Wollongong City, South Melbourne, Newcastle Jets i Wellington Phoenix.
Després de la retirada fou entrenador de South Melbourne el 2010.